# Kyōko Kagawa

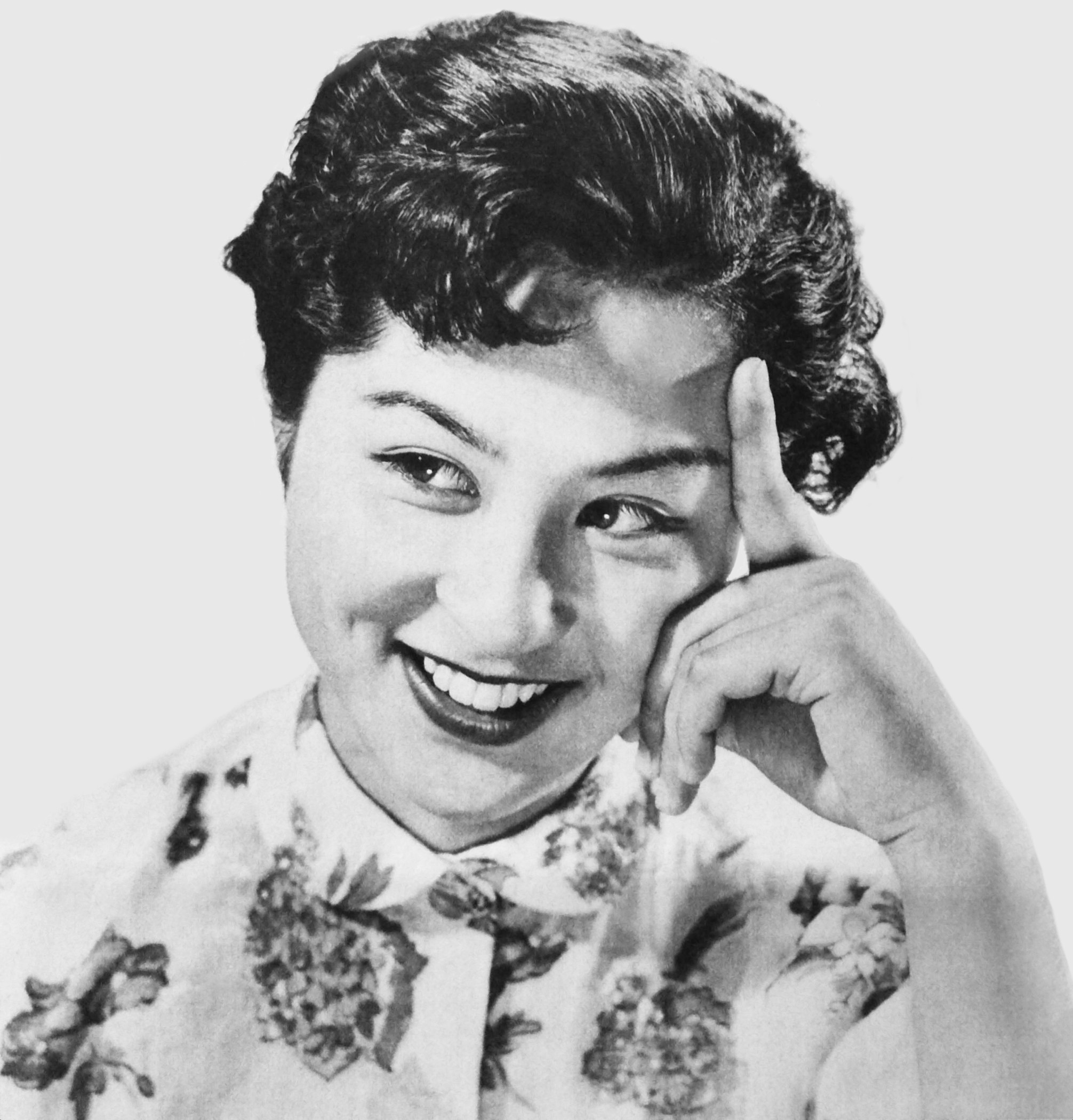
Kyōko Kagawa, 1954

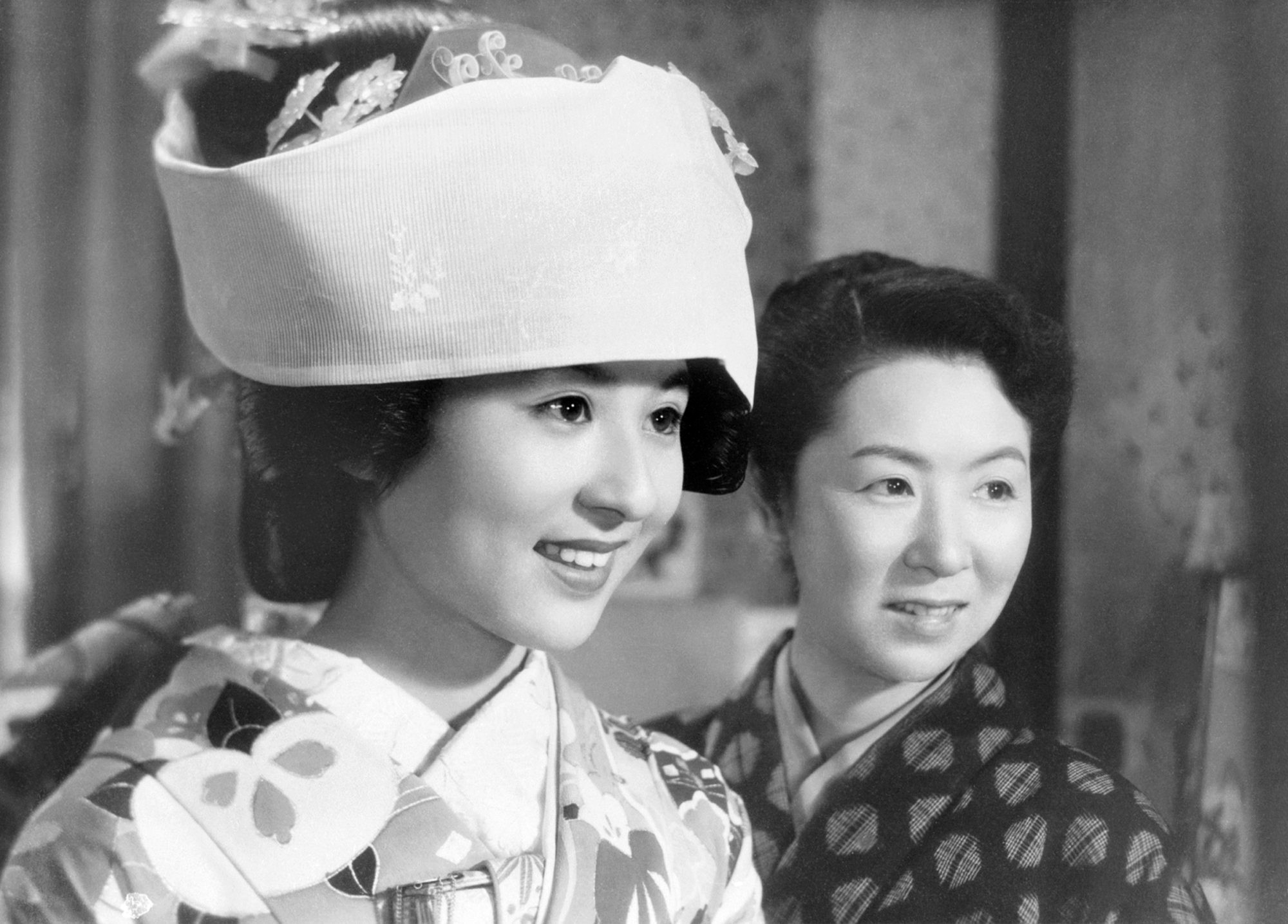
Kyōko Kagawa (links) in Okaasan (1952)

Kyōko Kagawa (jap. 香川 京子, Kagawa Kyōko, eigentlich Kyōko Makino (牧野 香子); * 5. Dezember 1931 in der Präfektur Ibaraki) ist eine japanische Schauspielerin, die seit 1950 in mehr als 100 Filmen und Fernsehserien mitwirkte.

## Leben
Kyōko Kagawa wurde 1931 in der Präfektur Ibaraki geboren, wuchs aber in Tokio auf. Sie wollte ursprünglich Ballerina werden, ehe sie sich auf der Suche nach einem Beruf bei einem Casting als Schauspielerin bewarb, obwohl sie diese Tätigkeit eigentlich gar nicht ausführen wollte. 1949 spielte Kagawa ihre erste Rolle in Kikoku (帰国) und hatte ihre erste große Rolle 1950 in Mado kara Tobidase.
Größere Bekanntheit erlangte Kagawa 1953 durch ihre Rolle in Yasujirō Ozus Meisterwerk Die Reise nach Tokyo, in dem sie die fürsorgliche jüngste Tochter eines alten Ehepaares verkörperte. Fortan war sie regelmäßig in großen japanischen Filmproduktionen zu sehen, darunter vier Filme unter der Regie von Akira Kurosawa: Nachtasyl (1957), Die Bösen schlafen gut (1960), Zwischen Himmel und Hölle (1963) und Rotbart (1965). Neben ihrer Filmkarriere wirkte Kagawa zudem als Gaststar in mehreren Fernsehserien mit.
Kagawa heiratete 1965 und zog mit ihrem Mann nach New York. Sie blieb weiterhin als Schauspielerin in japanischen Produktionen tätig, trat jedoch vermehrt in Fernsehserien als in Spielfilmen auf. Anfang der 1990er kehrte sie mit Rollen in Filmen wie Shikibu monogatari und Madadayo wieder auf die Kinoleinwand zurück.
Kyōko Kagawa ist bis heute als Schauspielerin tätig. Für ihre Leistungen wurde sie mehrfach ausgezeichnet. Das Nationalmuseum für moderne Kunst Tokio ehrte Kagawa 2011 mit einer Ausstellung über ihre Karriere unter dem Titel Kyoko Kagawa, Film Actress. Im selben Jahr erhielt sie als erste asiatische Schauspielerin den Preis der Fédération Internationale des Archives du Film im Rahmen des Tokyo International Film Festival für ihre Zusammenarbeit mit einigen der größten Filmregisseuren Japans.

## Auszeichnungen
- 1991: Kinema Junpo Award als beste Nebendarstellerin in Shikibu monogatari.
- 1994: Japanese Academy Award als beste Nebendarstellerin in Madadayo.
- 1994: Blue Ribbon Award als beste Nebendarstellerin in Madadayo.
- 1994: Tanaka Kinuyo Award
- 1998: Ehrenmedaille Japans am violetten Band
- 2004: Orden der Aufgehenden Sonne
- 2011: Preis der Fédération Internationale des Archives du Film

## Filmografie (Auswahl)
- 1950: Mado kara Tobidase
- 1952: Arashi no Naka no Haha
- 1952: Okaasan
- 1953: Die Reise nach Tokyo (Tōkyō monogatari)
- 1953: Koibumi
- 1954: Sansho Dayu – Ein Leben ohne Freiheit (Sanshō Dayū)
- 1954: Die Legende vom Meister der Rollbilder (Chikamatsu Monogatari)
- 1954: Onna no Koyomi
- 1955: Seido no Kirisuto
- 1956: Shūu
- 1957: Osaka Monogatari
- 1957: Nachtasyl (Donzoko)
- 1960: Die Bösen schlafen gut (Warui yatsu hodo yoku nemuru / 悪い奴ほどよく眠る)
- 1961: Ōsaka-jō Monogatari
- 1963: Zwischen Himmel und Hölle (Tengoku to Jigoku)
- 1965: Rotbart (Akahige)
- 1979: Otoko wa Tsurai yo: Torajirō Haru no Yume
- 1993: Madadayo (Mādadayo)
- 1998: After Life – Nach dem Leben (Wandafuru Raifu)
- 2013: Intâmisshon
- 2014: Sairento pua (Miniserie, 9 Folgen)
- 2015: Tokyo no hi
- 2015: Summer leaf drop
- 2015: Mifune: The Last Samurai (Dokumentarfilm)
- 2016: Somewhere in Kamakura (Kurzfilm)
- 2017: Tenshi no Iru Toshokan
- 2019: Swindle Detective (Miniserie)
- 2022: Shimamori